# Hobaia
Hobaia – wieś w Rumunii, w okręgu Giurgiu, w gminie Ogrezeni. W 2011 roku liczyła 957 mieszkańców.